# Сондерс, Элвин
Э́лвин Со́ндерс (англ. Alvin Saunders; 12 июля 1817 — 1 ноября 1899) — американский политик, сенатор, 10-й губернатор территории Небраска.

## Биография
Элвин Сондерс родился в округе Флеминг, штат Кентукки, в семье Ганнелла и Мэри Сондерс. В 1829 году он вместе с отцом переехал в Иллинойс, а в 1836 году — в Маунт-Плезант, Айова (тогда в составе территории Висконсин).
На протяжении семи лет Сондерс работал почтмейстером Маунт-Плезанта. Сондерс также изучал право, но никогда не практиковал, вместо этого он занимался коммерческой и банковской деятельностью. В 1846 году он был делегатом конституционного конвента Айовы, а в 1854—1856 и 1858—1860 годах — сенатором штата. Сондерс был одним из уполномоченных Конгресса для организации компании Union Pacific Railroad.
В 1861—1867 годах Сондерс был последним губернатором территории Небраска, выступал убеждённым сторонником Союза. В 1868 году он был делегатом национального съезда Республиканской партии. С 4 марта 1877 года по 4 марта 1883 года Сондерс был сенатором США, в 1881—1883 годах он возглавлял Комитет по территориям.
Сондерс был женат на Мартене Барлоу, у них было двое детей: Чарльз (1856—1927) и Мэри (1860—1944).
Сондерс умер 1 ноября 1899 года в Омахе, и был похоронен на кладбище Форест-Лаун. В его честь назван округ Сондерс в Небраске.